# Abraham Frimpong
Abraham Frimpong (Acra, 6 de abril de 1993) es un futbolista ghanés que juega de defensa en el Dinamo Batumi de la Erovnuli Liga.

## Trayectoria
Frimpong comenzó su carrera deportiva en la FK Vojvodina serbia, equipo que dejó posteriormente para fichar por el FK Napredak Kruševac y por el Estrella Roja, ambos clubes serbios también. Con el Estrella Roja ganó la Superliga de Serbia.
En 2018 fichó por el club húngaro Ferencváros TC.

## Clubes
| Club                    | País           | Año       |
| ----------------------- | -------------- | --------- |
| F. K. Vojvodina         | Serbia         | 2011      |
| F. K. Napredak Kruševac | Serbia         | 2012-2016 |
| Estrella Roja           | Serbia         | 2017-2018 |
| Ferencváros T. C.       | Hungría        | 2018-2021 |
| Al-Ain F. C.            | Arabia Saudita | 2021-2022 |
| Dinamo Batumi           | Georgia        | 2022-     |

## Palmarés

### Títulos nacionales
| Título              | Club                    | País    | Año  |
| ------------------- | ----------------------- | ------- | ---- |
| Prva Liga Srbija    | F. K. Napredak Kruševac | Serbia  | 2013 |
| Prva Liga Srbija    | F. K. Napredak Kruševac | Serbia  | 2016 |
| Superliga de Serbia | Estrella Roja           | Serbia  | 2018 |
| Nemzeti Bajnokság I | Ferencváros T. C.       | Hungría | 2019 |
| Nemzeti Bajnokság I | Ferencváros T. C.       | Hungría | 2020 |